# Rumin (Hrvace)
Rumin falu Horvátországban Split-Dalmácia megyében. Közigazgatásilag Hrvacéhez tartozik.

## Fekvése
Splittől légvonalban 33, közúton 44 km-re északkeletre, Sinjtől 9 km-re északra, községközpontjától légvonalban 3 km-re északkeletre, a Svilaja-hegység és a Dinári-hegység között, a Peru‼a-tótól délkeletre, a Hrvacei mező északkeleti részén, a Cetina bal partján fekszik. A település határában levő kanyonszerű szorosban található a Rumin-pataknak, a  Cetina egyik legjelentősebb mellékvizének a forrása.

## Története
A település nevét az azonos nevű patakról kapta, melynek forrása itt található. A név a szakértők szerint idegen eredetű. A helyi hagyomány azt tartja, hogy a Cetinának ezen a keleti partján a horvát honfoglalással egy időben avarok telepedtek meg, akik később elhorvátosodtak. Ezt a közeli Obrovac nevével látják bizonyítottnak. Rumin falu középkori történetéről nincs írásos adat. A török 1520 körül foglalta el a közeli Travnik várával együtt ezt a térséget. A török adóösszeírás szerint a Rumin-patakon a török korban nyolc malom működött. A velencei seregek 1686-ban foglalták vissza a töröktől Sinj várát és vele együtt a mai Hrvace térségét. Ezt követően a velencei hatóságok irányításával és rámai ferences szerzetesek vezetésével Boszniából és Hercegovinából keresztény lakosság, mintegy ötezer ember, köztük több száz pravoszláv család érkezett erre a vidékre. A velencei-török háború után kialakult új hatalmi viszonyokat 1699-ben a karlócai béke szentesítette. Az 1714-ben kitört velencei-török háborúban átmenetileg újra török kézre került, de 1715-ben már újra velencei uralom alatt állt. 1718-ban a pozsareváci béke az új határt a Dinári-hegységnél húzta meg, így e térség velencei kézen maradt. 1797-ben a Velencei Köztársaság megszűnésével a település a Habsburg Birodalom része lett. 1806-ban Napóleon csapatai foglalták el és 1813-ig francia uralom alatt állt. Napóleon bukása után ismét Habsburg uralom következett, mely az első világháború végéig tartott. 1890-ben 34, 1910-ben 31 lakosa volt. Az I. világháború után rövid ideig az Olasz Királyság, ezután a Szerb-Horvát-Szlovén Királyság, majd Jugoszlávia része lett. A háború után a település a szocialista Jugoszlávia része lett. 1991-től a független Horvátországhoz tartozik. Ez évben csaknem teljes lakossága horvát nemzetiségű volt. A délszláv háború idején 1991 szeptemberében itt akadt el a szerb erők Vrlika körzetéből indított délkeleti irányú támadása, a falut a horvát erőknek sikerült megtartaniuk. A horvát hadsereg a „Peruča” fedőnevű katonai akció során 1993 januárjában szabadította fel az innen északra fekvő településeket. Ezzel Rumin végleg kikerült a frontzónából. Lakossága 2011-ben 190 fő volt.

## Lakosság
| Lakosság változása | Lakosság változása | Lakosság változása | Lakosság változása | Lakosság változása | Lakosság változása | Lakosság változása | Lakosság változása | Lakosság változása | Lakosság változása | Lakosság változása | Lakosság változása | Lakosság változása | Lakosság változása | Lakosság változása | Lakosság változása |
| ------------------ | ------------------ | ------------------ | ------------------ | ------------------ | ------------------ | ------------------ | ------------------ | ------------------ | ------------------ | ------------------ | ------------------ | ------------------ | ------------------ | ------------------ | ------------------ |
| 1857               | 1869               | 1880               | 1890               | 1900               | 1910               | 1921               | 1931               | 1948               | 1953               | 1961               | 1971               | 1981               | 1991               | 2001               | 2011               |
| 0                  | 0                  | 0                  | 34                 | 0                  | 31                 | 0                  | 45                 | 112                | 480                | 440                | 334                | 285                | 226                | 220                | 190                |

(1857-től 1880-ig, 1900-ban és 1921-ben lakosságát Hrvacéhez számították.)

## Nevezetességei
Panj nevű településrészén a Peruča-tó gátjától délre található a község egyik jelképe, a Cetina folyón átvezető első közúti híd.